# Kabinett Lemke I
Das Kabinett Lemke I bildete vom 7. Januar 1963 bis zum 3. Mai 1967 die Landesregierung von Schleswig-Holstein.
| Amt                                    | Name                                                                                      | Partei | Partei |
| -------------------------------------- | ----------------------------------------------------------------------------------------- | ------ | ------ |
| Ministerpräsident                      | Helmut Lemke                                                                              |        | CDU    |
| Stellvertreter des Ministerpräsidenten | Hartwig Schlegelberger ab 14. Februar 1963                                                |        | CDU    |
| Inneres                                | Helmut Lemke geschäftsführend bis 30. April 1963 Hartwig Schlegelberger                   |        | CDU    |
| Finanzen                               | Hartwig Schlegelberger bis 30. April 1963 Hans-Hellmuth Qualen ab 1. Mai 1963             |        | CDU    |
| Finanzen                               | Hartwig Schlegelberger bis 30. April 1963 Hans-Hellmuth Qualen ab 1. Mai 1963             | FDP    |        |
| Wirtschaft und Verkehr                 | Hermann Böhrnsen                                                                          |        | CDU    |
| Kultus                                 | Edo Osterloh verstorben am 25. Februar 1964 Claus-Joachim von Heydebreck ab 7. April 1964 |        | CDU    |
| Ernährung, Landwirtschaft und Forsten  | Ernst Engelbrecht-Greve                                                                   |        | CDU    |
| Justiz                                 | Bernhard Leverenz                                                                         |        | FDP    |
| Arbeit, Soziales und Vertriebene       | Lena Ohnesorge                                                                            |        | CDU    |